# Ed Furgol
Ed Joseph Furgol (Oneida County, 24 maart 1917 – Miami Shores, 6 maart 1997) was een Amerikaanse golfprofessional.
Toen hij 12 jaar was, viel hij op een speelplaats en raakte hij zodanig aan zijn elleboog gewond dat het nooit meer goed herstelde. Zijn linkerarm groeide slecht en bleef 10 cm korter dan zijn rechterarm. Toch werd Furgol een bekende golfer.
Hij werd golfprofessional, gaf les en speelde wat toernooien op de Amerikaanse PGA Tour. Hij werkte in 1954 op een club in St Louis toen hij zich kwalificeerde voor het US Open, dat op de Baltusrol Golf Club in Springfield, N.J., gespeeld zou worden. Hij won en werd verkozen tot PGA Speler van het Jaar in 1954. Hij speelde in 1957 in de Ryder Cup.

## Gewonnen
- 1947: Bing Crosby Pro-Am (tie met George Fazio)
- 1954: Phoenix Open, US Open
- 1956: Miller High Life Open, Rubber City Open
- 1957: Agua Caliente Open

### Teams
- Ryder Cup: 1957